# Парламентские выборы в Сан-Марино (1926)
Парламентские выборы в Сан-Марино проходили 12 декабря 1926 года. Это были фиктивные выборы, так как оппозиция была отстранена от участия как внутренними угрозами, так и угрозами от итальянских фашистов. После прихода к власти в апреле 1923 года Сан-Маринская фашистская партия была единственной партией, участвовавшей в выборах. В результате фашисты получили все 60 мест Генерального совета Сан-Марино. Официальные результаты показали единственный недействительный бюллетень. Новый избирательный закон гарантировал двум капитанам-регентам.

## История
После победы коалиции Патриотический блок в 1923 году Сан-Марино стала марионеточным государством при фашистской Италии.
В ноябре 1926 года был принят новый избирательный закон, который отменил всеобщее избирательное право и восстановил старое право домовладельцев. Он устанавливал закон Ачербо, повторяющий закон, принятый в Италии и дающий преимущество фашистской партии. Срок парламента был продлён до 6 лет. Более того, хотя принятая мажоритарная многоместная избирательная система позволяла в теории небольшую делегацию оппозиции, угрозы, исходящие от итальянских фашистов, не позволили принять участие в выборах другим партийным спискам. После выборов 1926 года Сан-Марино стало однопартийным государством. 

## Результаты
| Партия                                                                                     | Голоса | %    | Мест |
| ------------------------------------------------------------------------------------------ | ------ | ---- | ---- |
| Сан-Маринская фашистская партия                                                            | 2 444  | 100  | 60   |
| Недействительных/пустых бюллетеней                                                         | 1      | –    | –    |
| Всего                                                                                      | 2 445  | 100  | 60   |
| Зарегистрированных избирателей/ Явка                                                       | 4 305  | 56,8 | –    |
| Источник: Парламент Сан-Марино. Архив Архивная копия от 25 февраля 2014 на Wayback Machine |        |      |      |